# Abiotrofia
L'abiotrofia è un processo patologico degenerativo che si manifesta a carico di elementi istologici. Particolarmente studiata è l'abiotrofia che riguarda le cellule nervose, conosciuta, a seconda del distretto coinvolto, come abiotrofia cerebrale e abiotrofia cerebellare.
L'abiotrofia insorge senza cause apparenti riconosciute e, alle conoscenze attuali, si instaura semplicemente perché le cellule hanno raggiunto il limite biologico riproduttivo naturale del loro periodo vitale.